# Filip Rønningen Jørgensen
Pour les articles homonymes, voir Jørgensen.
Filip Rønningen Jørgensen, né le 27 mai 2002 à Kragerø en Norvège, est un footballeur norvégien qui évolue au poste de milieu défensif à l'Odds BK.

## Biographie

### En club
Né à Kragerø en Norvège, Filip Rønningen Jørgensen est formé par le club de sa ville natale, le Kragerø IF. Il rejoint ensuite l'Odds BK, où il poursuit sa formation. Il joue son premier match en professionnel le 21 juin 2020, lors d'un match de championnat face au Strømsgodset IF. Il entre en jeu à la place de Fredrik Nordkvelle (en) lors de cette rencontre perdue par son équipe sur le score de un but à zéro. Lors de sa deuxième apparition en professionnel, le 24 juin suivant face au Vålerenga Fotball (4-1 pour Odds score final), il est l'auteur d'une prestation remarquée qui lui vaut plusieurs commentaires élogieux de la part des observateurs. Il est alors considéré comme l'un des talents les plus prometteurs du club.
Le 24 août 2020, Jørgensen signe un nouveau contrat avec l'Odds BK, le liant avec le club jusqu'en 2024. Le 24 mai 2021, il inscrit son premier but en professionnel lors de la réception du Sarpsborg 08 FF, en championnat. Son but marqué dans le temps additionnel de la deuxième période permet à son équipe d'obtenir le point du match nul (1-1 score final),.
Jørgensen se fait remarquer le 19 mai 2022 en réalisant son premier doublé, lors d'une rencontre de coupe de Norvège face au IL Hei. Titulaire, il participe à la victoire de son équipe par six buts à un.

### En sélection
Depuis 2021 Filip Rønningen Jørgensen est sélectionné avec l'équipe de Norvège des moins de 20 ans. Il joue son premier match le 7 octobre contre le Portugal. Il est titularisé et son équipe l'emporte par deux buts à un.
Jørgensen joue son premier match avec l'équipe de Norvège espoirs le 15 juin 2023, contre l'Écosse. Il est titularisé et les deux équipes se neutralisent (0-0 score final).